# Kasipalayam (E)
Kasipalayam (E) è una suddivisione dell'India, classificata come town panchayat, di 52.500 abitanti, situata nel distretto di Erode, nello stato federato del Tamil Nadu. In base al numero di abitanti la città rientra nella classe II (da 50.000 a 99.999 persone).

## Geografia fisica
La città è situata a 11° 18' 56 N e 77° 42' 33 E.

## Società

### Evoluzione demografica
Al censimento del 2001 la popolazione di Kasipalayam (E) assommava a 52.500 persone, delle quali 26.750 maschi e 25.750 femmine. I bambini di età inferiore o uguale ai sei anni assommavano a 4.868, dei quali 2.473 maschi e 2.395 femmine. Infine, coloro che erano in grado di saper almeno leggere e scrivere erano 39.560, dei quali 21.801 maschi e 17.759 femmine.